# کنتور کوتا
کنتور کوتا (به اسپانیایی: Kuntur Quta) یک کوه در پرو است که در Peru, Cusco Region, Canchis Province واقع شده‌است. کنتور کوتا ۵٬۴۲۵ متر بالاتر از سطح دریا واقع شده‌است.